# San Bartolomé (Francisco de Herrera el Viejo)
San Bartolomé es una pintura del artista español Francisco de Herrera el Viejo, pintada en la década de 1630.
La pintura representa a Bartolomé el Apóstol, de medio lado y mirando hacia su diestra. Su brazo derecho descansa sobre un libro, colocado de canto. En esa mano sostiene un gran cuchillo que hace referencia a su martirio, puesto que fue desollado vivo.
El lienzo procede del convento de Santa Clara de Priego de Córdoba, formando parte de un conjunto conocido como Apostolado de Herrera el Viejo. Tras la desamortización de 1868 este conjunto quedó depositado en el Museo de Bellas Artes de Córdoba, donde se conserva actualmente. En el año 2006 se intervino el lienzo para su restauración.
En un principio se atribuyó la obra a Juan Luis Zambrano, pero finalmente se esclareció su autoría al comparar el conjunto con los dibujos de Herrera el Viejo que se encuentran en el Kunsthalle de Hamburgo.